# Altıağac Milli Parkı
Altıağac Milli Parkı är en park i Azerbajdzjan.   Den ligger i distriktet Şabran Rayonu, i den östra delen av landet, 110 kilometer nordväst om huvudstaden Baku. Altıağac Milli Parkı ligger 941 meter över havet.
Terrängen runt Altıağac Milli Parkı är huvudsakligen kuperad, men söderut är den bergig. Runt Altıağac Milli Parkı är det ganska glesbefolkat, med 47 invånare per kvadratkilometer.. Närmaste större samhälle är Siadan, 17,1 kilometer nordost om Altıağac Milli Parkı. 
Trakten runt Altıağac Milli Parkı består i huvudsak av gräsmarker.